# Aviron bayonnais rugby pro
Pour les articles homonymes, voir Aviron bayonnais.
Maillots
Actualités
Dernière mise à jour : 23 septembre 2024.
L'Aviron bayonnais rugby pro est la section rugby à XV fondée en 1906 de l'Aviron bayonnais, club omnisports français basé à Bayonne dans les Pyrénées-Atlantiques. Le club évolue dans le championnat de Top 14 depuis 2022-2023 et est actuellement présidé par Philippe Tayeb. Le staff technique responsable de l'équipe première est, lui, composé du manager sportif Grégory Patat et des entraîneurs Gerard Fraser et Joël Rey.
Le club basque a notamment été trois fois champion de France en 1913, 1934 et 1943, a remporté le challenge Yves du Manoir par deux fois, en 1936 et en 1980 et a remporté le championnat de Pro D2 en 2019 et en 2022. 
Il entretient une rivalité historique avec son voisin du Biarritz olympique.

## Histoire

### Les origines
Le 14 octobre 1906, les joueurs du club de rugby du Stade bayonnais, première équipe de rugby à Bayonne créée un an plus tôt, rejoignent les rangs de l'Aviron bayonnais, jusqu'alors dédié uniquement à la pratique de l'aviron depuis sa création en 1904,.
En 1909, le club achète un terrain sur le lieu-dit de Hardoy de la commune d'Anglet et y développe sa propre enceinte sportive, connue sous le nom de stade de Hardoy,.

#### Champion de France 1913

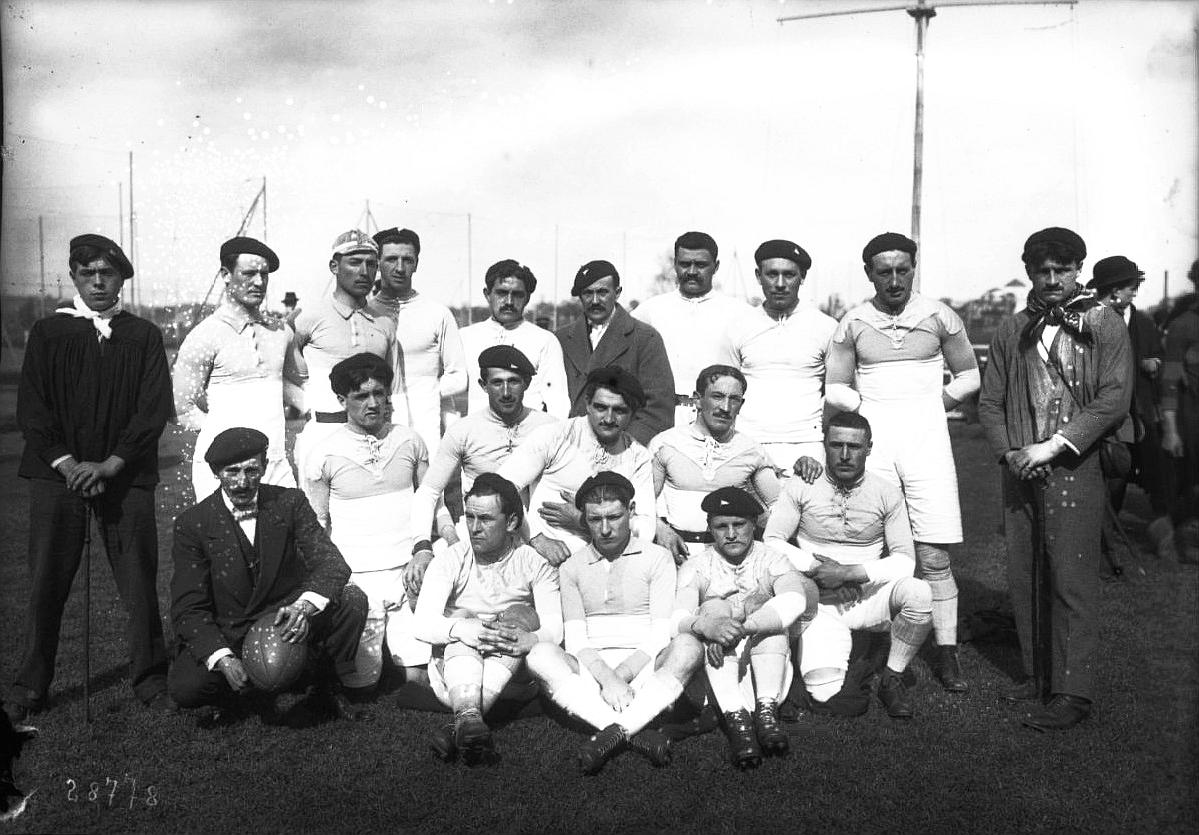
L'équipe de l'Aviron bayonnais championne de France le 20 avril 1913 au stade de Colombes.

Le club dispute sa première finale de championnat de France en 1913, où il se défait du SCUF 31-8 au stade Yves-du-Manoir.
Grâce à cette victoire, le club est sacré champion de France pour sa première fois de son histoire. Cette victoire et ce titre venaient consacrer une saison magnifique qui vit l'Aviron remporter également le titre de champion de Côte Basque (compétition aujourd'hui disparue).
Après cette merveilleuse saison les journaux parisien ne tarirent pas d'éloges sur l'équipe bleu et blanc.
L’hebdomadaire La Vie au Grand Air écrit : "L'équipe de Bayonne fit preuve d'un formidable souffle acquis certainement par un entraînement sévère de qualité physique extraordinaire de souplesse, de roublardise et d'adresse et d'un merveilleux esprit". Ce triomphe de 1913 venait surtout consacrer la philosophie de jeu que l'on appelait alors La manière bayonnaise.

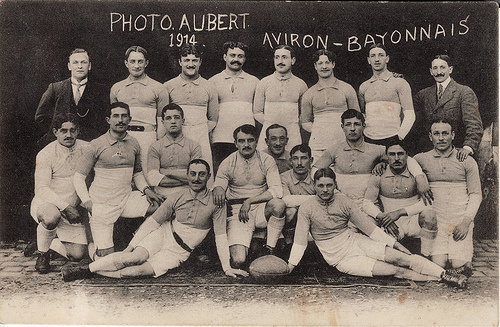
L'Aviron bayonnais en 1914.

#### Vice-champion de France 1919
Le championnat de France est remplacé par coupe de l'Espérance, pendant la Première Guerre mondiale. La compétition a été jouée pendant quatre saisons, et l'Aviron bayonnais dispute la finale de la dernière édition en 1919 qu'il perd face au Stadoceste tarbais 4-3
 au Bouscat après avoir battu le SA Bordeaux EC 13-0 en demi-finale.

#### Vice-champion de France 1922 et 1923

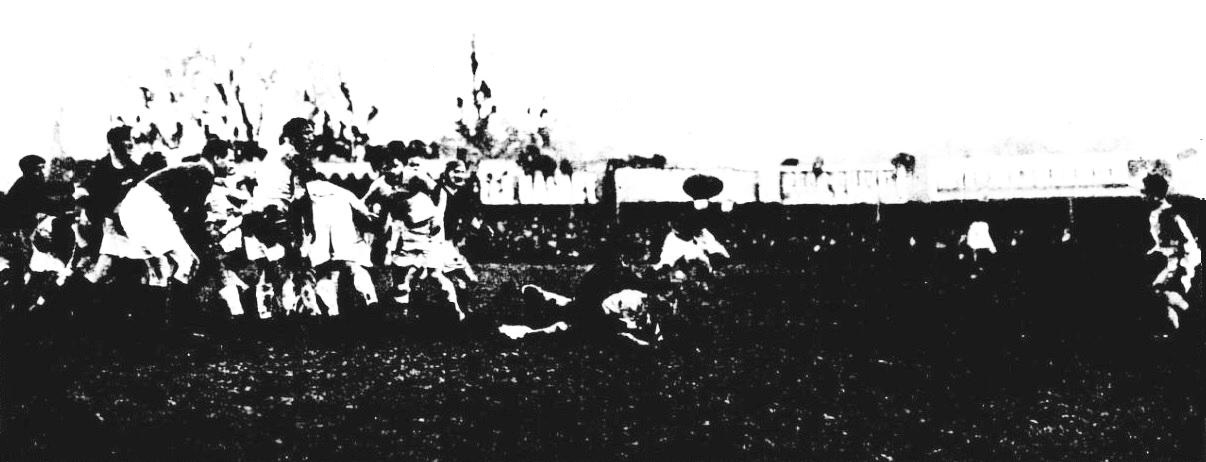
Finale du championnat 1922, Serratte réussit à passer le ballon à Billac en sortie de mêlée, malgré Struxiano.

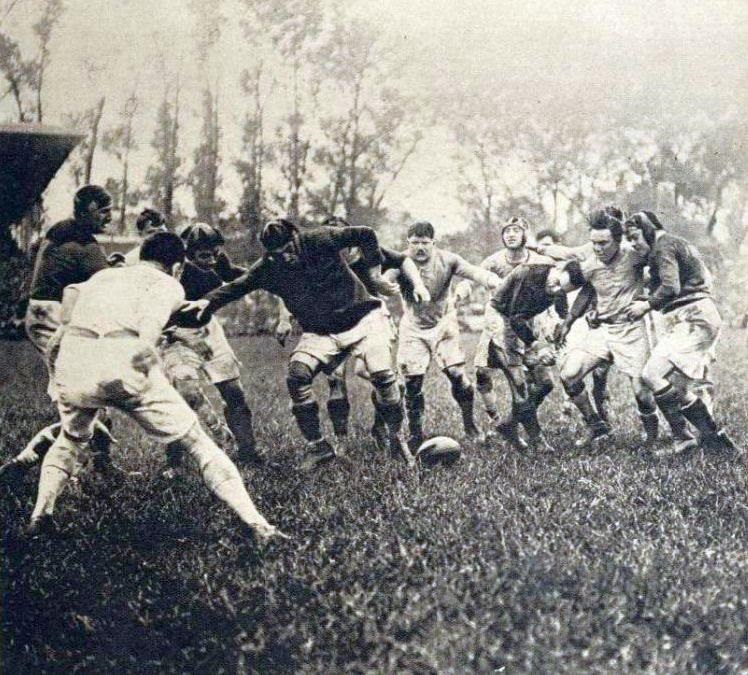
Dribbling du Toulousain Lubin-Lebrère durant la finale du championnat 1923.

Le championnat de France reprend ses droits après la guerre, et le club atteint la finale lors de la saison 1922 où il rencontre le Stade toulousain au stade Sainte-Germaine au Bouscat. L'Aviron bayonnais perd la finale 6-0 .
Le championnat de France de rugby à XV de première série 1922-1923 est remporté par le Stade toulousain qui bat l'Aviron bayonnais en finale le 13 mai.
Les deux clubs se retrouvent à nouveau la saison suivante en finale, qui est de nouveau gagnée par le Stade toulousain, sur le score de 3-0.
Après deux saisons plus difficile où il manque la qualification en 1924 et 1925, Bayonne dispute une autre demi-finale en 1926, perdu à nouveau devant le Stade toulousain.
En 1930, Bayonne fait partie des 12 clubs parmi les plus prestigieux, s'opposant à l'amateurisme marron et à ses dérives, qui quittent le championnat de France et forment l’UFRA (Union française de rugby amateur).

#### Champion de France 1934

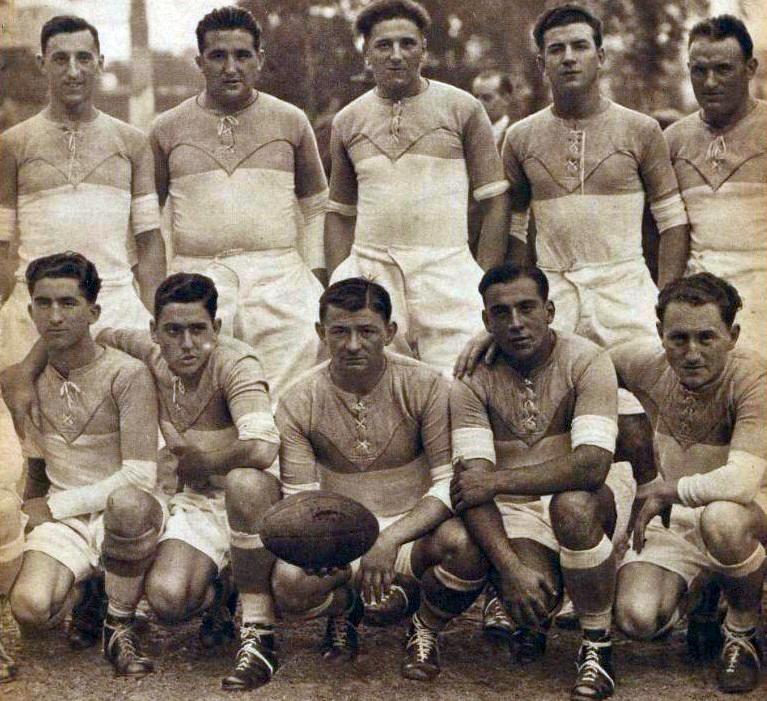
L'Aviron bayonnais champion de France en 1934.

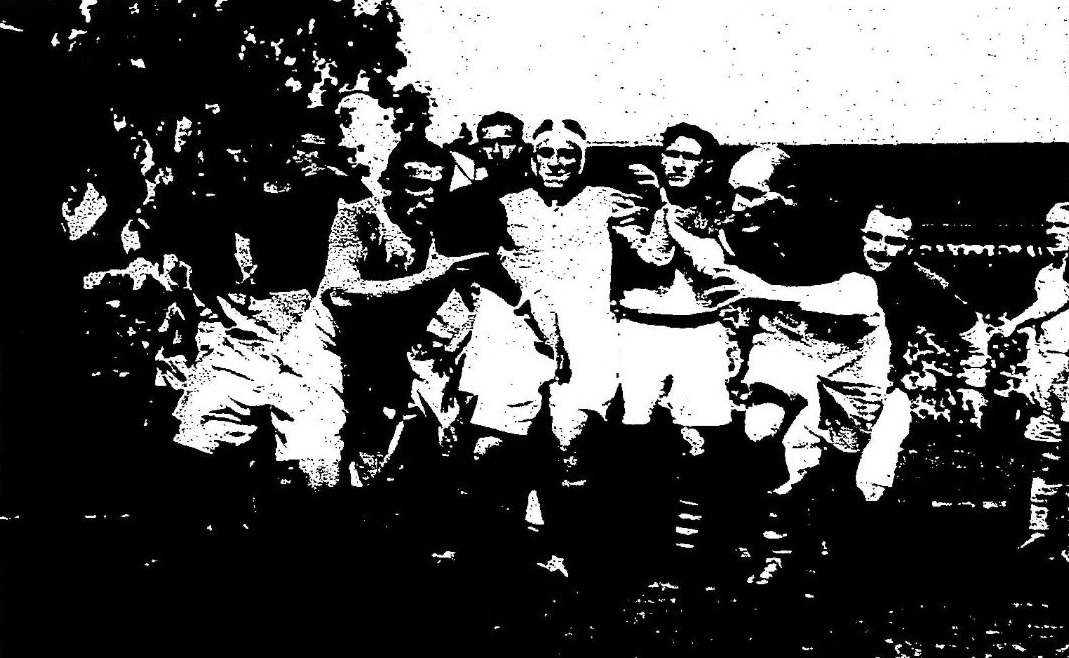
Les avants bayonnais assurent l'avantage en touche.

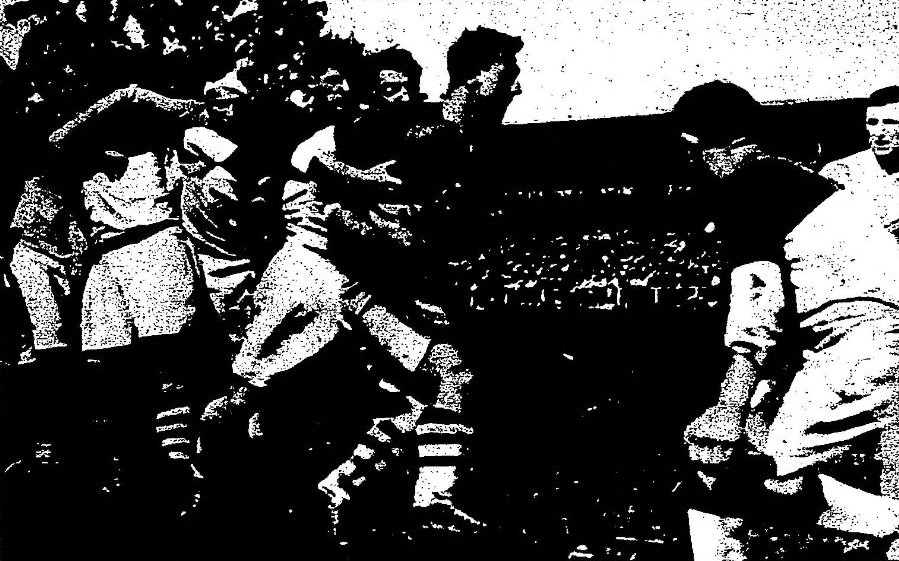
Les Biarrots obtiennent la remise en touche.

L'Aviron bayonnais atteint la finale du championnat en 1934 et bat son grand rival le Biarritz olympique 13-8 au stade des Ponts-Jumeaux à Toulouse. Cela permet au club de remporter son deuxième championnat après celui gagné en 1913.
Seul club invaincu en phase de poules avec 6 victoires en 6 matches de Championnat, Bayonne cède pourtant dès les quarts de finale devant l'USA Perpignan.

#### Vainqueur du challenge Yves du Manoir 1936

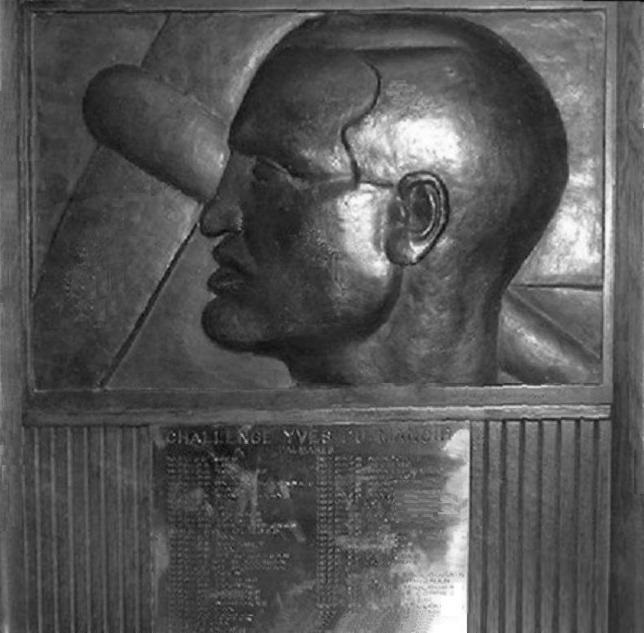
Bayonne remporte le challenge Yves du Manoir en 1936 contre Perpignan.

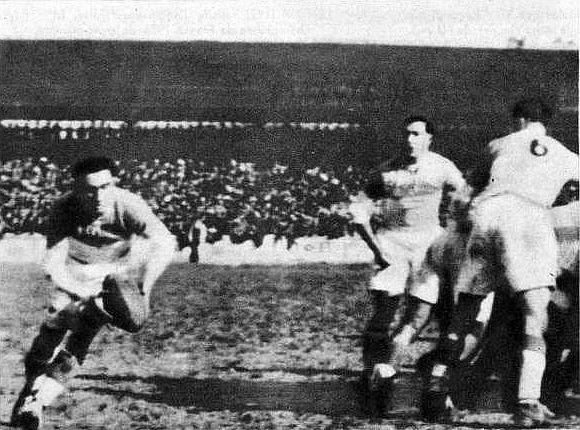
Challenge du Manoir 1936 à Toulouse (finale), sortie du demi de mêlée Cunibert.

L'année suivante en 1936, il gagne le challenge Yves du Manoir, battant l'USAP en finale sur le score de 9-3.

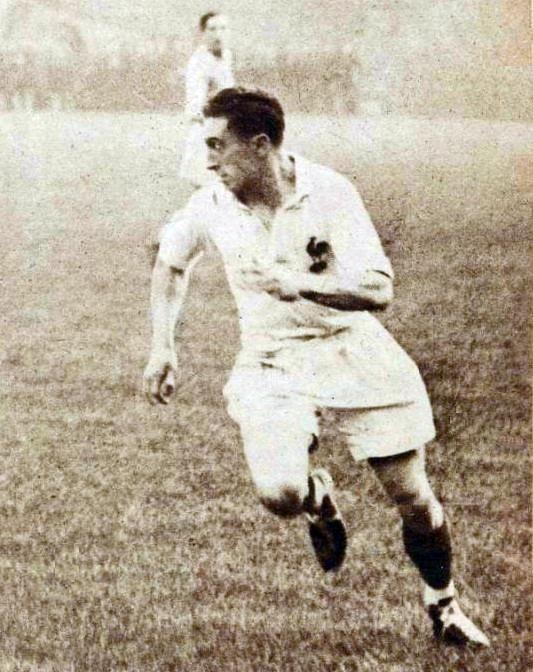
Maurice Celhay en action, un des nombreux internationaux de l'Aviron bayonnais

En 1939, Bayonne termine premier club français à l'issue des matchs de poules mais est éliminé dès les quarts de finale par le RC Toulon.
En 1940, le stade de Hardoy fait l'objet d'une fermeture,. L'Aviron bayonnais joue alors temporairement au stade Saint-Jean, jusqu'en 1941 où il déménage définitivement au stade Saint-Léon.

#### Champion de France 1943

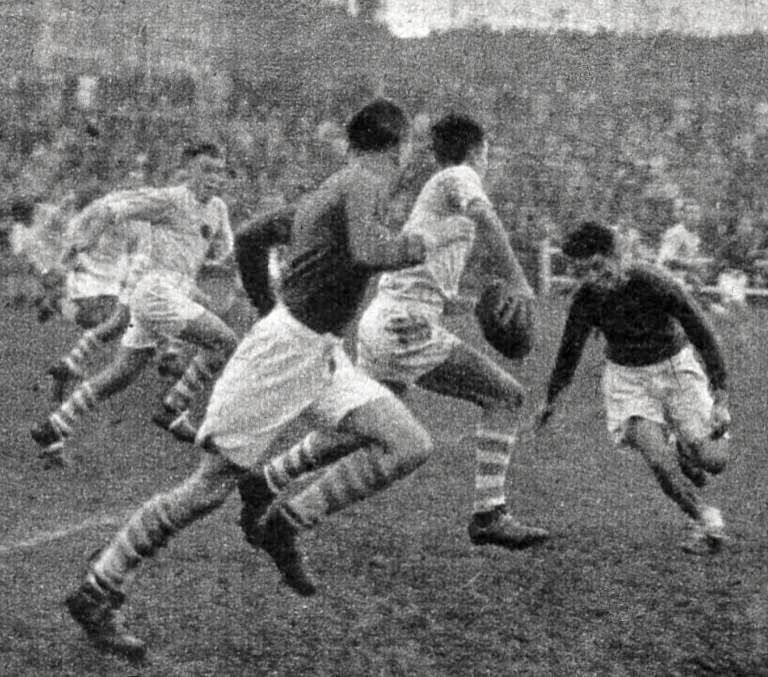
Jean Dauger, trois-quart centre en possession du ballon face au RCF au stade Jean Bouin (octobre 1942).

Le club gagne à nouveau le championnat de France en 1943 en battant en finale le SU Agen sur le score de 3-0 au parc des Princes à Paris.
La même année, le club atteint les quarts de finale de la coupe de France, éliminé 13-6 par le Stade bordelais.

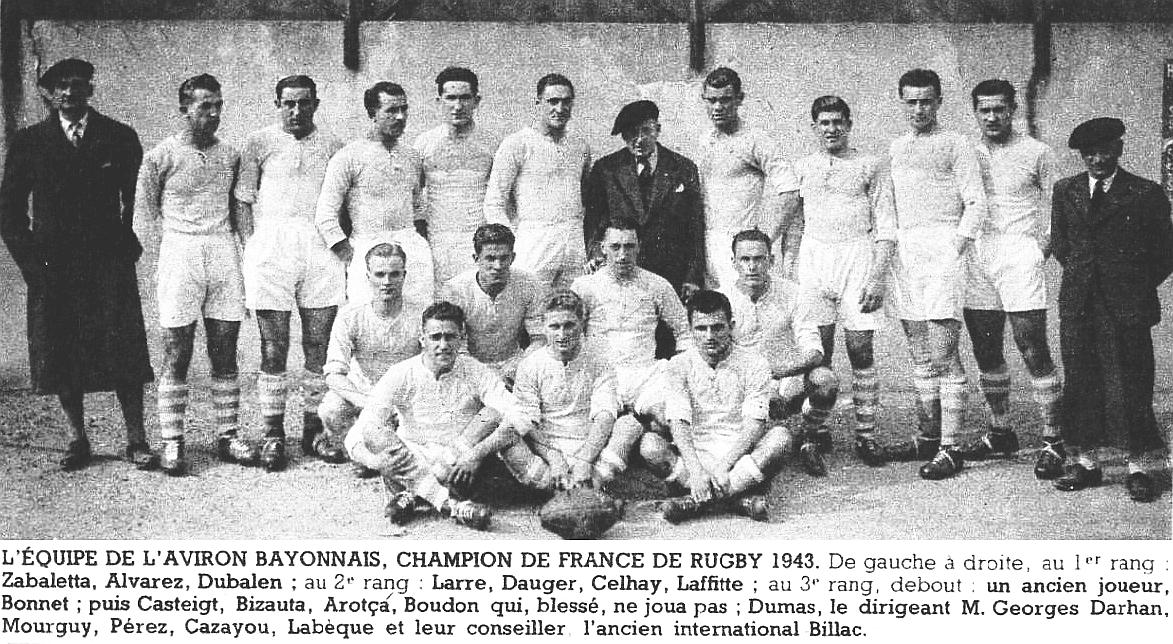
L'Aviron bayonnais champion de France en 1943.

#### Vice-champion de France 1944
La saison suivante, Bayonne se hisse encore en finale mais perd cette fois la finale face à l'USAP 20-5 et ne peut donc conserver son titre.
En 1945, l'Aviron est éliminé en quart de finale du Championnat par le Stade toulousain.
En 1946, les juniors Reichel sont champions de France pour la première fois de leur histoire après une victoire en finale contre le Lyon OU avec le futur international Paul Labadie comme talonneur.
En 1947, Bayonne est qualifie pour la deuxième phase réservé aux 32 meilleurs clubs français mais échoue à atteindre les huitièmes de finale.
En 1948, Bayonne est battu en quart de finale par Toulon 7-5 sur un essai de Marc Jaffrin à 20 secondes de la fin du match.

#### Demi-finaliste du championnat 1950
En 1949, Bayonne connaît une saison difficile et termine dernier de sa poule avec un bilan de 2 victoires, 1 nul et 7 défaites.
Après cette saison difficile, Bayonne doit passer par une poule de barrage en début de saison pour assurer son maintien en première division. Sous l'impulsion du futur talonneur international Paul Labadie, il termine premier de cette poule devant Céret, Bagnères et Montélimar.
Il reste donc dans les 48 clubs de première division.
Il termine ensuite deuxième de sa poule derrière Vienne et se qualifie pour les phases finales  du Championnat.
Il continue alors de déjouer les pronostics et élimine alors successivement le Stade toulousain en seizième, le FC Lourdes en huitième, Montferrand en quart avant d'être éliminé par le Racing club de France 13-9 en demi-finale.
Cet exploit sera toutefois sans lendemain et le club devra attendre 32 ans pour retrouver le dernier carré du championnat.

### Résultats sportifs irréguliers (1951-1979)

#### Années 1950
À partir des années 1950, le club est à la peine et n'est plus aussi populaire mais conserve toutefois sa place en première division.
Non qualifié entre 1951 et 1955, il atteint les huitièmes de finale en 1956, 1958 et 1959 et les quarts de finale en 1957.
Les juniors Reichel du club remportent un deuxième titre de champion de France en 1953.
En challenge Yves du Manoir, Bayonne fait partie des 4 clubs invités pour la renaissance de cette compétition en 1952 et termine 3e.
Il obtient également la qualification en 1959.
Premier de sa poule devant Dax, il est pourtant largement battu dès les quarts de finale face à Pau 30-0 dont la troisième ligne domine les débats.

#### Années 1960

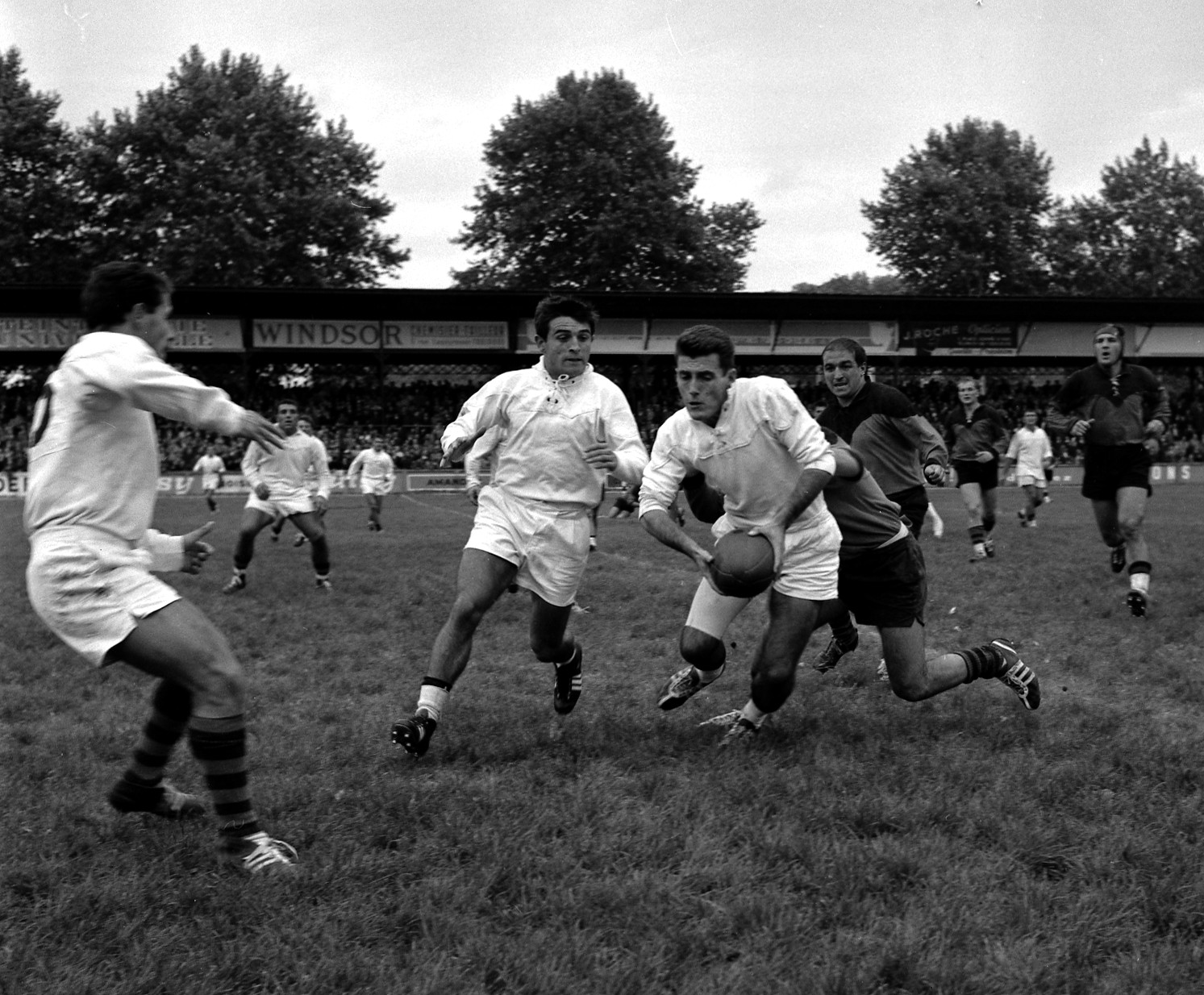
Défaite de L'Aviron bayonnais sur le terrain du Stade toulousain 23-3 pour le compte du championnat 1963.

Dans les années 1960, il perd en seizième en 1960 et 1962 puis en huitième en 1961 puis manque la qualification en 1963 avant d’atteindre les quarts de finale en 1964.
Puis, il est éliminé en seizième de finale entre 1965 et 1967 avant de disputer les huitièmes de finale en 1968, qu’il perd contre Toulon 20-13, futur finaliste.
En Challenge, Bayonne n'obtient la qualification qu'en 1960.
Sorti deuxième de sa poule derrière Périgueux, il est éliminé en quart de finale par Béziers 12-3 après un match heurtée.
Bayonne échouera ensuite à se qualifier 15 saisons consécutives entre 1961 et 1975.

#### Années 1970
Entre 1969 et 1972, il est à nouveau battu en seizième de finale du championnat puis atteint les quarts de finale en 1973, éliminé par le grand Béziers.
Puis après 2 seizièmes de finale consécutifs en 1974 et en 1975, il manque la qualification en 1976 à cause d’une défaite à domicile 6-24 contre Oloron, son concurrent direct.
Les résultats ne sont pas meilleurs en du Manoir où le club ne se qualifie qu'à une seule reprise en 1976.
Bayonne est alors éliminé en quart de finale par Graulhet 15-3 après avoir éliminé La Voulte 18-8 en huitième de finale.

### Retour au sommet de l'Aviron (1977-1983)

#### Montée en puissance (1977-1979)
Puis, le club sous l’impulsion de son nouvel entraîneur Roger Etcheto et de ces jeunes prometteurs comme Laurent Pardo ou Patrick Perrier et du centre venu du Boucau Christian Bélascain monte en puissance, disputant les quarts de finale en 1977 et en 1979‌ et les huitièmes de finale en 1978 pour le dernier match de l'ailier international Bernard Duprat qui met un terme à sa carrière après 14 saisons au service de l'équipe première.
Bayonne est de nouveau reconnu pour la qualité de son jeu d'attaque.
Le club revient ensuite au sommet au début des années 1980.

#### Vainqueur du challenge Yves du Manoir 1980
Il devra attendre 1980 pour retrouver sa gloire d'antan en remportant le trophée du challenge Yves du Manoir, battant l'AS Béziers 16-10 et ainsi obtenir son deuxième titre dans cette compétition.

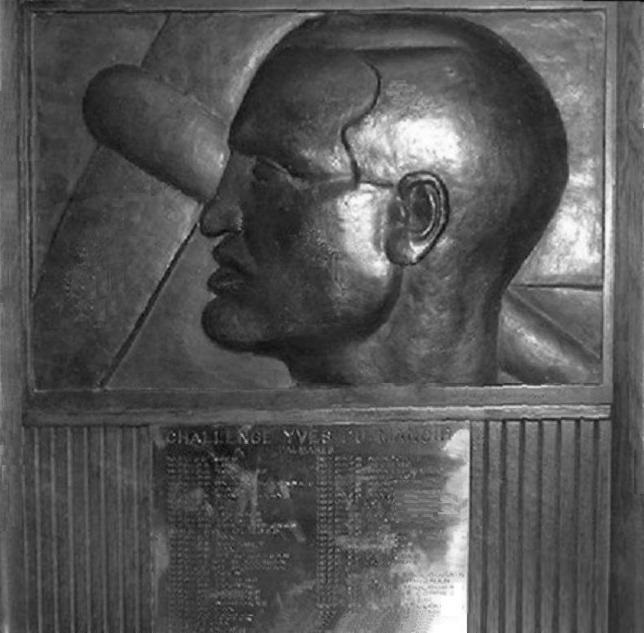
Bayonne remporte le challenge Yves du Manoir en 1980 contre le grand Béziers.

L'année suivante, l'Aviron termine en tête de sa poule en Championnat mais est éliminé dès les huitièmes de finale par Tarbes 18-12 après avoir disposé difficilement du Castres olympique 14-12 au tour précédent.

#### Vice-champion de France 1982
Après avoir largement éliminé Grenoble 20-3 en demi-finale grâce à son superbe jeu d’attaque, Bayonne atteint la finale du Championnat en 1982 mais perd contre le SU Agen 18-9 au parc des Princes à Paris.
Dominant largement devant, Bayonne attaque pourtant sans discernement et de manière systématique.
Il se voit ainsi contrer par les Agenais qui marqueront ainsi quatre essais.
Depuis 1982, le club n'a plus atteint la finale du championnat de France.
En Challenge, l'Aviron est éliminé en quart de finale par Narbonne 15-6.

#### Demi-finaliste du championnat 1983
La saison suivante, après avoir dû passer par les barrages et éliminer Tulle, Montauban et Lourdes, il perd en demi-finale du Championnat contre Béziers 19-12.
En Challenge, Bayonne atteint les quarts de finale, éliminé par le SU Agen 10-6.

### La rentrée dans le rang
L'Aviron rentre ensuite dans le rang et sera éliminé trois saisons consécutives en huitième de finale du Championnat. 
En 1984, Bayonne atteint les demi-finales de la coupe de France, éliminé par le FC Lourdes 15-0 puis les huitièmes de finale aller-retour du 
Championnat, battu  par l'US Dax.
En 1985, il est alors éliminé en huitième de finale du Championnat par le Stade toulousain après avoir terminé quatrième de sa poule et battu son voisin Oloron en barrage.
En 1986, il est éliminé en huitième de finale du Championnat par le SU Agen et en huitième de finale du Challenge par Perpignan.
Avant dernier de sa poule la saison suivante en Championnat, Bayonne est relégué dans le second groupe puis est finalement sauvé par la fédération qui lance une nouvelle formule à 80 clubs.
En Challenge, le club est largement battu en huitième de finale par Dax 23-0
L'ailier Patrice Lagisquet participe à la première coupe du Monde. 
Les championnats 1988 et 1989 sont initialement disputé  seize poules de cinq. Les deux premiers de chaque poules (soit 32 clubs) forment ensuite le groupe A et disputent ensuite une phase de qualification en étant groupés en quatre poules de huit. Les quatre premiers de chaque poule du groupe A (soit 16 clubs) sont qualifiés pour disputer les huitièmes de finale.
C'est à ce stade là que l'Aviron est éliminé en Championnat par le Racing club de France, vice-champion de France.
En Challenge, Bayonne est éliminé de justesse au stade des huitièmes de finale par le tenant du titre, Grenoble qui l'emporte de peu 12-9 par un temps neigeux dans un match où les grandes envolées auront été rare.
En 1989, Bayonne est éliminé en huitième de finale aller-retour du Championnat par Narbonne et en huitième de finale du Challenge par Lourdes 12-6 dans un match sans essai.
En 1990, l'Aviron termine premier de son groupe en challenge du Manoir mais est éliminé dès les quarts de finale par Narbonne tandis qu'il est absent des phases finales du Championnat.
L'année suivante, il manque de peu la qualification en Championnat et atteint les huitièmes de finale du Challenge.
L'ailier Patrice Lagisquet participe à la deuxième coupe du Monde. 
Bayonne, renforcé par l'ouvreur basque Didier Pouyau dispute ensuite un quart de finale du Championnat en 1992 perdu d’extrême justesse 16-15 face à son voisin biarrot qui s’impose grâce à un drop de Franck Corrihons en fin de match dans un stade Maurice-Trélut plein.
En Challenge, Bayonne atteint aussi les quarts de finale, battu par le Racing CF 23-15.
En fin de saison, Patrice Lagisquet quitte le club pour le voisin biarrot après 10 saisons sous le maillot bayonnais.

#### Vainqueur de la coupe Moga 1995
Non qualifié pour le Top 16 lors des saisons 1993 et 1995, Bayonne remporte toutefois la coupe André Moga contre son voisin palois 22-15 sur le terrain de Mont-de-Marsan.

#### Relégation en groupe A2
Battu à domicile par les deux premiers de la poule, le Stade toulousain et Grenoble, Bayonne termine avant-dernier de sa poule et descend en groupe A2 au terme de la saison 1995-96 malgré des joueurs de qualité comme Stéphane Aussel ou encore Christophe Lamaison qui mutera pour Brive à la fin de la saison et Jean-Michel Gonzalez qui signera à la Section paloise.
La même année, les juniors Reichel sont champions de France, vainqueur de Toulon en finale.

### La période moderne
En septembre 2000, en marge de la professionnalisation du rugby, l'association Aviron bayonnais œuvre à la création d'une SAOS, qui sera transformée un an plus tard en SASP sous le nom Aviron bayonnais rugby pro.
Au début des années 2000, toujours en Pro D2, l'Aviron bayonnais tente de monter en élite sans y parvenir malgré une deuxième place en 2000 et une demi-finale en 2001.
Les deux saisons suivantes sont plus difficiles avec une neuvième place en 2002 et une sixième place en  2003.
C'est en 2003-2004 que le club gagne son ticket pour la première division en terminant premier de Pro D2. Ce classement lui permet ainsi de disputer les demi-finales de Pro D2. Sur sa lancée, Bayonne gagne sa demi-finale contre Dax sur le score de 16 à 14 et atteint le stade de la finale. Mais pour la finale l'Aviron est battu par le FC Auch sur le score de 9-26 et voit le titre de champion de 2e division lui échapper.
L'Aviron bayonnais a beaucoup évolué depuis que le club est monté en Top 14 (anciennement Top 16), avec l'apport de joueurs étrangers notamment. Depuis son retour en première division, l'Aviron bayonnais lutte pour assurer son maintien en élite pendant quatre ans. En 2006, le club connaît un parcours en Top 14 difficile malgré le renfort de l'international Richard Dourthe mais trouve un nouveau souffle en challenge européen en se qualifiant pour les quarts de finale, ou le 2 avril 2006 Bayonne perd contre les Anglais des London Irish 48-5. En 2007, Alain Afflelou concrétise son intérêt pour le club; il apporte de l'argent et aide le club à progresser pour être parmi les meilleurs. 
Lors de la saison 2008-2009 l'Aviron bayonnais peut, pour la première fois depuis le retour en première division, lutter pour une place en coupe d'Europe mais termine 7e du Top 14.

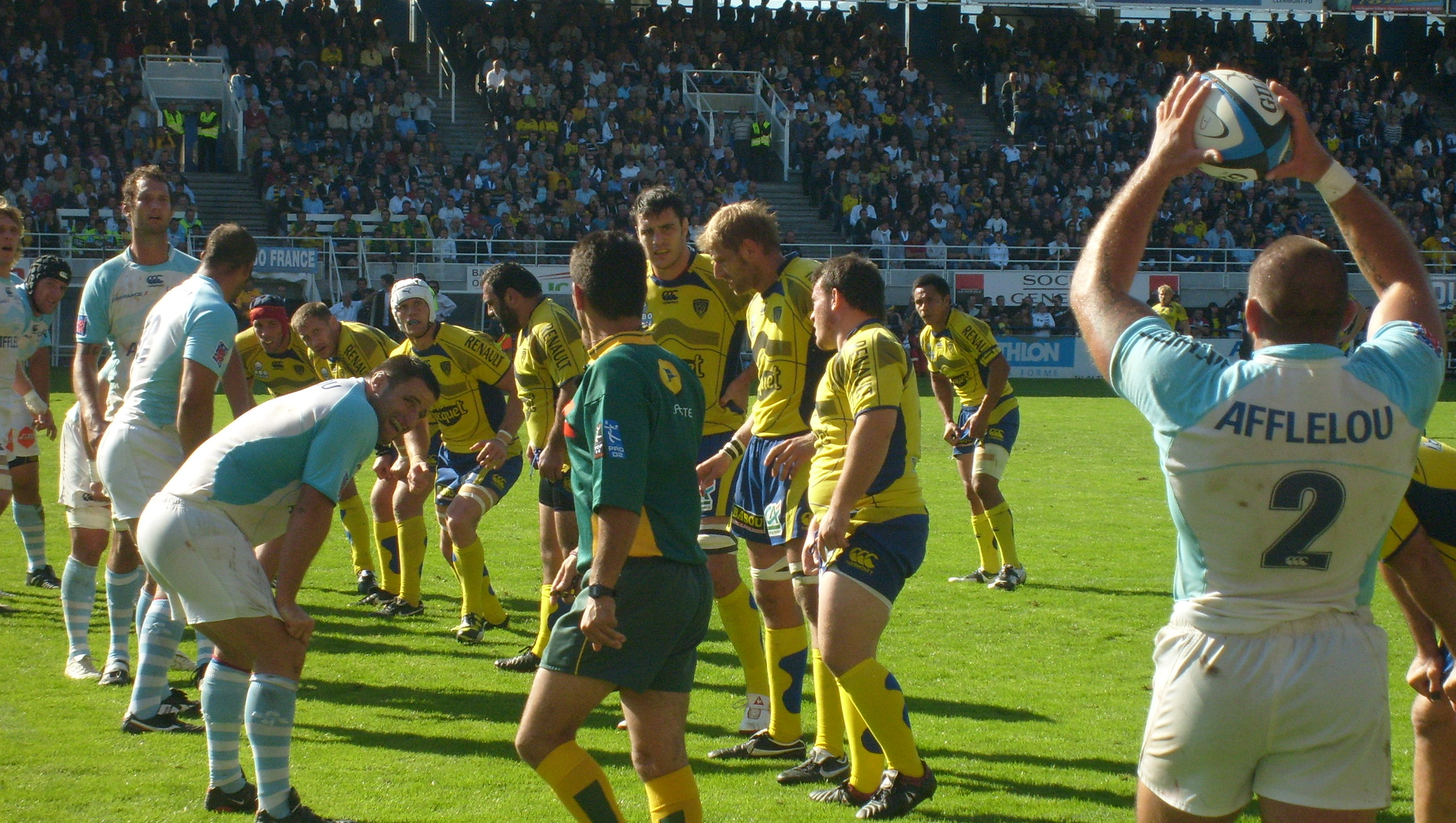
L'alignement des avants lors d'une touche en faveur de l'Aviron bayonnais au stade Marcel-Michelin le 3 octobre 2009.

La saison suivante, le club a beaucoup d'ambitions et veut rééditer la bonne saison passée. Malheureusement, cela ne se passe pas comme prévu pour l'Aviron et le club doit se battre pour son maintien en Top 14. L'Aviron bayonnais joue son maintien contre Montauban, alors 12e avec 47 points et Montauban 13e avec 45 points à la fin de la 25e journée. Lors de l'ultime match de la saison, l'Aviron bayonnais perd son match aux allures de finale contre Montauban terminant a la 13e place avec 47 points à 2 points de Montauban au soir de la 26e et dernière journée du championnat. Alors que le club doit descendre en Pro D2 en juin 2010, Bayonne est sauvé sur tapis vert pour cause de difficultés budgétaires de Montauban qui est finalement rétrogradé à sa place.
En janvier 2010, Alain Afflelou devient vice-président du club de Bayonne.
En décembre 2010, Bernard Laporte arrive au club, en tant que conseiller du président et vient avec un projet d'agrandissement du stade Jean-Dauger. Mais un différend avec le président du club, Francis Salagoïty, pousse Bernard Laporte à partir en mars 2011. Le principal sponsor du club Alain Afflelou annonce également qu'il partira à la fin de la saison 2010-2011. Après plusieurs luttes internes, Francis Salagoïty et Alain Afflelou décident de s'en remettre au vote du conseil d’administration pour prendre les commandes du club, proposant chacun un projet. Alain Afflelou est soutenu par Michel Cacouault (ancien vice-président du club). En avril 2011, lors de la grande réunion du club, Francis Salagoïty, mis en minorité par les membres du conseil d'administration, démissionne du club. Michel Cacouault est élu président du club. Alain Afflelou reste vice-président et indique qu'il sera sponsor principal pour les saisons à venir.
Pour la saison 2011-2012, le club basque se donne les moyens pour le titre en recrutant les All Blacks Joe Rokocoko (68 sélections, 46 essais) et Neemia Tialata (48 sélections avec la Nouvelle-Zélande), le Wallaby Mark Chisholm (58 sélections avec l'Australie), le demi de mêlée international gallois Mike Phillips (Ospreys), l'international français Cédric Heymans (Stade toulousain) et le prometteur ailier de Grenoble, Marvin O'Connor.
En décembre 2011, alors que l'Aviron bayonnais se trouve à une 11e place (l'objectif de début de saison était d'être dans les six premiers du classement) Christian Gajan et Thomas Lièvremont sont démis de leur fonction. Pour les remplacer, Didier Faugeron et Jean-Pierre Élissalde sont nommés entraîneurs de l'équipe. Lors de ce changement d'entraîneur Michel Cacouault démissionne de son poste de président. Il indique aussi qu'il démissionne de toute fonction au club et le 10 décembre 2011, Alain Afflelou devient président du club bayonnais. Jean-Pierre Elissalde sera remercié un mois plus tard.
Cette année là, les juniors Reichel sont champions de France pour la quatrième fois de leur histoire.
Depuis la saison 2012-2013, Christian Lanta et Christophe Deylaud, en provenance du SU Agen, officient en tant qu'entraîneur.
En février 2014, Philippe Ruggieri quitte son poste du directoire et Alain Afflelou quitte son poste de président du conseil de surveillance en indiquant également réduire son sponsoring pour le club (de 4M à 200 000 euros). Pour les remplacer Emmanuel Merin prend la direction du club.
Pour la saison 2014-2015, Christian Lanta quitte le club et Christophe Deylaud est nommé entraineur des espoirs. Ils sont remplacés par l'Argentin Patricio Noriega  qui prend les fonctions d'entraineur des avants, secondé par Nicolas Morlaes, l'ancien responsable du centre de formation qui prend le rôle d'entraineur des arrières. Cette équipe est épaulée par Jean-Michel Gonzalez qui prend du galon et devient conseiller du président. Dans le même temps, Alain Afflelou revient sur sa décision et réinjecte de l'argent, à hauteur de 1,7 million d'euros.
L'AB retombe vite dans ses travers. Les buteurs sont fébriles. Certains joueurs sont poussés dehors (Jgenti à Brive, Fonua en Angleterre) alors que d'autres disparaissent de l'équipe (B. Stewart, S. Vaka, D. Haare...) au profit des jeunes talentueux comme Ugalde ou Sayerse et l'international, Charles Ollivon.

#### Retrait d'Alain Afflelou et projet de fusion avorté
En avril 2015 : l'entreprise Alain Afflelou se retire et stoppe son sponsoring avec le club.
À l'issue de la saison 2014-2015, l'Aviron bayonnais termine à la 13e place synonyme de relégation en deuxième division après 11 ans passé en Top 14.  
À la suite de cet échec sportif en juin 2015 les dirigeants de l'Aviron bayonnais décident de monter un projet de fusion avec l'équipe voisine et rival du Biarritz olympique. Serge Blanco, alors président du BO, et le président bayonnais Emanuel Merin se mettent donc d'accord pour le secteur professionnel. Mais ils doivent faire face à une hostilité des associations de supporters des deux clubs réticents au projet. Cela constitue de nombreux débats au niveau local créant quelques tensions au sein des deux clubs basques. Devant tant de réticence de la part des supporters et un vote contre la fusion de la part de la structure amateur de l'Aviron bayonnais propriétaire du numéro d'affiliation a la FFR, le projet d'un grand club basque est finalement abandonné.
Le 27 juin 2015, Emmanuel Merin quitte son poste de président de l'Aviron bayonnais à la suite de l'échec du projet de fusion avec le Biarritz olympique. Pour lui succéder l'ex président de l'aviron de 1999 à 2011 Francis Salagoïty reprend la présidence du club.
L'Aviron bayonnais retrouve le Top 14 dès sa première saison de Pro D2 après avoir gagné la finale d'accession le 4 juin 2016 au stade Ernest-Wallon contre Aurillac en s'imposant 21 à 16,.
La remontée n'est toutefois pas pérenne car le club ne parvient pas à se maintenir en top 14 lors de la saison 2016-2017 et finit à la 14e place du championnat avec 30 points. Le club redescend alors en Pro D2, et ne se qualifie pas pour les phases finales du championnat lors de la saison 2017-2018, où il termine à la 8e place.

#### Champion de France de Pro D2 2019
La fin de saison 2017-2018, du club est surtout marqué par une nouvelle tentative de fusion avec son rival, le Biarritz olympique. Devant l'opposition des supporters du club, l'opération échoue et Francis Salagoïty démissionne de ses fonctions en mars 2018. Pierre-Olivier Toumieux (président du conseil de surveillance) et Philippe Tayeb (président du directoire) lui succèdent en avril 2018, et opèrent plusieurs changements dans l'encadrement du club pour la saison 2018-2019, avec notamment la rupture du contrat de Pierre Berbizier, manager général, et l'arrivée de Yannick Bru à la tête de l'équipe. Celle-ci termine à la 3e place de la phase régulière de la saison 2018-2019 de Pro D2 et parvient à remonter en top 14 à la faveur de trois victoires consécutives en phases finales (en barrage contre Nevers, en demi-finale contre Oyonnax, puis lors de la finale contre Brive). Vincent Etcheto, entraîneur des arrières, quitte le club à la fin de l'exercice 2018-2019, son contrat n'ayant pas été prolongé. Il est remplacé par Rémy Ladauge, venu du Soyaux Angoulême XV.
Après deux saisons en deuxième division, l'Aviron bayonnais retrouve donc l'élite pour la saison 2019-2020 de Top 14.

#### Relégation en Pro D2 2021
A l'issue d'une saison 2020-2021 marquée par plusieurs matchs a huis clos pour cause de pandémie de Covid-19, le club bayonnais termine 13e du championnat de Top 14 a égalité de points avec les Béarnais de la Section paloise malgré une victoire de plus, et se voit départagé à la suite des deux défaites dans la saison face à ces derniers ; l'Aviron bayonnais devra donc disputer un match de barrage pour sauver sa place dans l'élite du rugby. Le barrage voit donc un affrontement face au rival et voisin du Biarritz olympique au parc des sports d'Aguiléra, le match se dispute dans une ambiance bouillante, la confrontation est âpre et tendue, les défenses deux équipes se font face et sont plus solides les unes que les autres, la rencontre se terminant par une égalité 6-6 à la fin des prolongations ; une séance de tirs au but est donc prononcée et voit l'Aviron s'incliner dans le derby basque (5 tirs à 6). Les Bayonnais sont de fait relégués en Pro D2.

#### Champion de France de Pro D2 2022
En 2022, Bayonne termine à la deuxième place de Pro D2 à l'issue de la saison régulière se qualifiant ainsi directement pour les demi-finales contre Oyonnax. Les Bayonnais éliminent Oyonnax rugby.
Le 5 juin 2022, Bayonne prend sa revanche sur le Stade montois après avoir perdu à l'aller et au retour lors de la phase régulière du championnat, les Bayonnais s'imposent en finale de Pro D2 sur le score de 20-49 au GGL Stadium de Montpellier et remonte ainsi immédiatement en Top 14.

## Palmarès

### Détail du palmarès
| Compétitions nationales | Anciennes compétitions |
| - Championnat de France de première division : - Champion (3) : 1913, 1934 et 1943 - Vice-champion (4) : 1922, 1923, 1944 et 1982 - Championnat de France de deuxième division : - Champion (2) : 2019 et 2022 - Vice-champion (2) : 2004 et 2016 | - Challenge Yves du Manoir : - Vainqueur (2) : 1936, 1980 - Coupe de l'Espérance : - Finaliste (1) : 1919 - Championnat Zone Nord : - Champion (1) : 1943 - Coupe André Moga : - Vainqueur (1) : 1995 |

### Finales
| Date de la finale | Vainqueur        | Score  | Finaliste          | Lieu de la finale                 | Spectateurs |
| ----------------- | ---------------- | ------ | ------------------ | --------------------------------- | ----------- |
| 20 avril 1913     | Aviron bayonnais | 31 – 8 | SCUF               | Stade Yves-du-Manoir, Colombes    | 20 000      |
| 23 avril 1922     | Stade toulousain | 6 – 0  | Aviron bayonnais   | Route du Médoc, Le Bouscat        | 20 000      |
| 13 mai 1923       | Stade toulousain | 3 – 0  | Aviron bayonnais   | Stade Yves-du-Manoir, Colombes    | 15 000      |
| 13 mai 1934       | Aviron bayonnais | 13 – 8 | Biarritz olympique | Stade des Ponts Jumeaux, Toulouse | 18 000      |
| 21 mars 1943      | Aviron bayonnais | 3 – 0  | SU Agen            | Parc des Princes, Paris           | 28 000      |
| 26 mars 1944      | USA Perpignan    | 20 – 5 | Aviron bayonnais   | Parc des Princes, Paris           | 35 000      |
| 29 mai 1982       | SU Agen          | 18 – 9 | Aviron bayonnais   | Parc des Princes, Paris           | 41 165      |

| Date de la finale | Vainqueur          | Score            | Finaliste        | Lieu de la finale                    | Spectateurs          |
| ----------------- | ------------------ | ---------------- | ---------------- | ------------------------------------ | -------------------- |
| 12 juin 2021      | Biarritz olympique | 6-6 (t-a-b, 6-5) | Aviron bayonnais | Parc des sports d'Aguiléra, Biarritz | entre 5 000 et 8 000 |

| Date de la finale | Vainqueur        | Score | Finaliste         | Lieu                          | Spectateurs | Champion         |
| ----------------- | ---------------- | ----- | ----------------- | ----------------------------- | ----------- | ---------------- |
| 19 juin 2004      | FC Auch          | 26-9  | Aviron bayonnais  | Stade du Hameau, Pau          |             | FC Auch          |
| 4 juin 2016       | Aviron bayonnais | 21-16 | Stade aurillacois | Stade Ernest-Wallon, Toulouse | 19 500      | Lyon OU          |
| 26 mai 2019       | Aviron bayonnais | 21-19 | CA Brive          | Stade du Hameau, Pau          | 17 000      | Aviron bayonnais |
| 5 juin 2022       | Aviron bayonnais | 49-20 | Stade montois     | GGL Stadium, Montpellier      | 10 178      | Aviron bayonnais |

| Date de la finale | Vainqueur        | Score | Finaliste | Lieu             | Spectateurs |
| ----------------- | ---------------- | ----- | --------- | ---------------- | ----------- |
| 1910              | Aviron bayonnais | 10-0  | Évreux AC | Parc des Princes |             |

| Date de la finale | Vainqueur             | Score   | Finaliste        |
| ----------------- | --------------------- | ------- | ---------------- |
| 11 mai 2014       | ASM Clermont Auvergne | 22 – 21 | Aviron bayonnais |

| Date de la finale | Vainqueur          | Score | Finaliste        | Lieu de la finale          | Spectateurs |
| ----------------- | ------------------ | ----- | ---------------- | -------------------------- | ----------- |
| 4 avril 1919      | Stadoceste tarbais | 4 – 3 | Aviron bayonnais | Route du Médoc, Le Bouscat | ?           |

| Date de la finale | Vainqueur        | Score   | Finaliste     | Lieu de la finale                 | Spectateurs |
| ----------------- | ---------------- | ------- | ------------- | --------------------------------- | ----------- |
| 8 mars 1936       | Aviron bayonnais | 9 – 3   | USA Perpignan | Stade des Ponts Jumeaux, Toulouse | 17 000      |
| 31 mai 1980       | Aviron bayonnais | 16 – 10 | AS Béziers    | Parc des Princes, Paris           | ?           |

### Bilan par saison
| Saison    | Championnat | Division          | Classement                                                                                   |
| 2024-2025 | Top 14      | Première division | 4e / Demi-finaliste / Qualification en Champions Cup                                         |
| 2023-2024 | Top 14      | Première division | 12e                                                                                          |
| 2022-2023 | Top 14      | Première division | 8e / Qualification en Champions Cup                                                          |
| 2021-2022 | Pro D2      | Seconde division  | 2e / finale (champion) / promotion                                                           |
| 2020-2021 | Top 14      | Première division | 13e / Relégation                                                                             |
| 2019-2020 | Top 14      | Première division | 9e (Championnat suspendu après 17 journées en raison de la crise sanitaire liée au Covid-19) |
| 2018-2019 | Pro D2      | Seconde division  | 3e / Finale (champion) / promotion                                                           |
| 2017-2018 | Pro D2      | Seconde division  | 8e                                                                                           |
| 2016-2017 | Top 14      | Première division | 14e / Relégation                                                                             |
| 2015-2016 | Pro D2      | Seconde division  | 2e / Vainqueur de la finale d'accession / Promotion                                          |
| 2014-2015 | Top 14      | Première division | 13e / Relégation                                                                             |
| 2013-2014 | Top 14      | Première division | 10e                                                                                          |
| 2012-2013 | Top 14      | Première division | 8e                                                                                           |
| 2011-2012 | Top 14      | Première division | 12e                                                                                          |
| 2010-2011 | Top 14      | Première division | 7e                                                                                           |
| 2009-2010 | Top 14      | Première division | 13e                                                                                          |
| 2008-2009 | Top 14      | Première division | 7e                                                                                           |
| 2007-2008 | Top 14      | Première division | 9e                                                                                           |
| 2006-2007 | Top 14      | Première division | 8e                                                                                           |
| 2005-2006 | Top 14      | Première division | 12e                                                                                          |
| 2004-2005 | Top 16      | Première division | 12e                                                                                          |
| 2003-2004 | Pro D2      | Seconde division  | 1er / Promotion / Finaliste                                                                  |
| 2002-2003 | Pro D2      | Seconde division  | 6e                                                                                           |
| 2001-2002 | Pro D2      | Seconde division  | 9e                                                                                           |
| 2000-2001 | Pro D2      | Seconde division  | 3e / Demi-finale                                                                             |
| 1999-2000 | Élite 2     | Seconde division  | Première phase 2e / Seconde phase 2e                                                         |
| 1998-1999 | Élite 2     | Seconde division  | 6e / Barrage                                                                                 |
| 1997-1998 | Groupe A2   | Seconde division  | 8e                                                                                           |
| 1996-1997 | Groupe A2   | Seconde division  | 7e                                                                                           |
| 1995-1996 | Groupe A1   | Première division | 9e / Relégation                                                                              |

## Image et identité

### Couleurs et maillots
Les couleurs traditionnelle de l'Aviron bayonnais sont le bleu ciel et blanc, où le club porte ces couleurs lors de ses matchs à domicile.

### Logo
L'Aviron bayonnais change de logo en 2008.
En 2022, alors que le club accède à nouveau au Top 14, le club adopte un nouveau logo. Ce dernier est notamment constitué par des éléments renvoyant au toit de l'etxea, maison traditionnelle basque, à sept formes faisant écho à Zazpiak Bat, les sept provinces historiques du Pays basque, ainsi qu'à la Croix basque, le lauburu.

Évolution du logo
Ancien logo.
Ancien logo.
Logo de 2004 à 2008.
Logo pour le centenaire du club en 2004[note 4].
Logo de 2008 à 2010.
Logo de 2010 à 2022.
Logo instauré en 2022.

### Mascotte

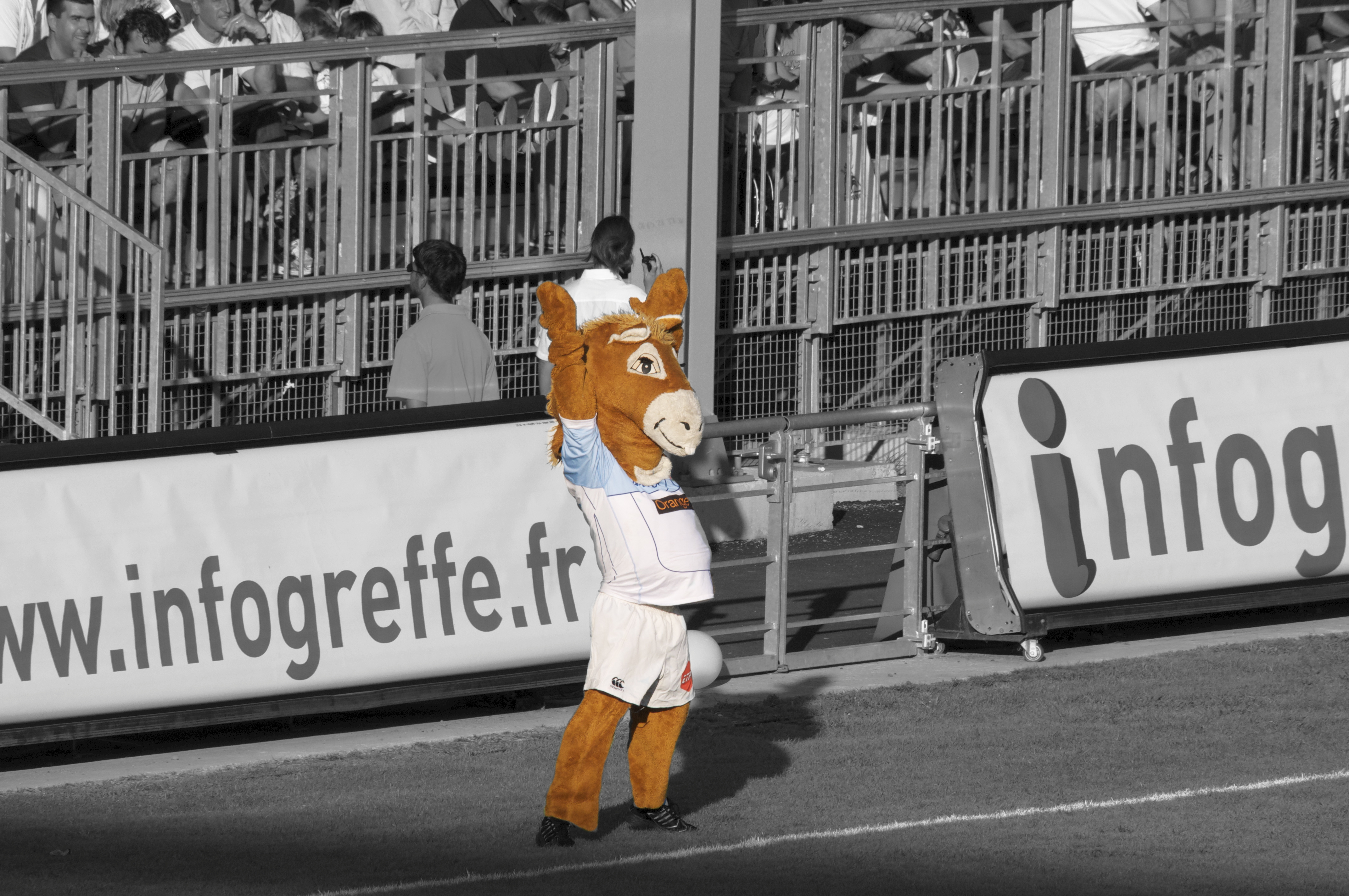
Pottoka au stade Jean-Dauger.

La mascotte du club est un pottok, une race de cheval vivant au Pays basque, baptisée Pottoka. Elle fait ses débuts le 19 octobre 2002.
On l'engage auprès de l'association basque Haur Eri, qui aide les enfants malades de l'hôpital de Bayonne, action particulièrement appréciée à Bayonne ainsi que par les enfants qui retrouvent le sourire quand il passe les voir. En 2014, il crée avec l'aide du chanteur Gorka Robles une chanson, Bonjour, Agur, où il chante accompagné d'enfants malades ainsi que par quelques joueurs de l'Aviron (M.Ugalde, G.Rouet, J.Rokocoko, S.Spedding, G.Lovobalavu). Tous les bénéfices de ce CD sont reversés à l'association des enfants malades.
Le jour du dernier match de la phase régulière de Pro D2 de la saison 2015-2016 contre le Stade montois, il foule la pelouse de Jean-Dauger pour la 300e fois[réf. nécessaire].

### Hymne
Les paroles sont de Dominique Herlax sur l'air de Griechischer Wein (Vino Griego en espagnol, Vin grec en français), un air populaire composé par le musicien autrichien Udo Jürgens en 1974 ayant eu beaucoup de succès dans le Sud-Ouest de la France,. L'hymne est connu localement sous le nom de Peña Baiona.

### Les supporters
Les supporters de l'Aviron soutiennent activement leur club pendant les matchs du championnat, agissent comme un seizième homme de l'équipe.
Plusieurs organisations de supporters existent :
- La Peña Baiona organise les déplacements en bus ou en avion pour permettre aux supporters de soutenir leur équipe loin de Jean-Dauger

- Les Gars de l'Aviron (LGA) interviennent pour les animations du stade, depuis la création de Pottoka jusqu'à l'animation du TtikiKop (groupe d'enfants qui assistent aux matchs). La LGA regroupe 16 peña bayonnaises

- En 2011, une nouvelle association voit le jour : les Socios de l'Aviron bayonnais. L'ambition est de fédérer les supporters et de les regrouper pour faire l'acquisition de parts sociales du club et ainsi être représentés au sein des instances dirigeantes. Quatre ans après, cette expérience reste unique en France. À ce jour, les supporters, par l'intermédiaire des Socios AB détiennent 1 % du capital du club (limité mais pas dérisoire, le premier actionnaire détient 6 %)

- En avril 2015, un nouveau groupe de supporteurs voit le jour : le BOC (Bayonnais d'origine certifiée).  Cette association a été créée par cinq jeunes passionnés qui ont pour but de rendre à Jean-Dauger l'ambiance des saisons passées. Ce groupe de supporteurs anime les matchs en tribune nord. L'association compte pas moins de 350 adhérents dès la première saison. Le premier parrain a été Charles Ollivon avant son départ du club pour rejoindre le Rugby club toulonnais - il est alors remplacé par le talonneur Simon Labouyrie. Les animations proposés au sein de l'association sont diverses : canons à confettis, multiples drapeaux géants, stand photos, stand maquillage, achat de matériel pour les catégories de jeunes... En 2020 l'association BOC compte environ 350 adhérents, dont environ 120 regroupés en tribune EUROPCAR. Ugo Boniface et Peyo Muscarditz sont les parrains actuels de l'association BOC.

En juillet 2015, à la suite du projet de fusion avorté avec le Biarritz olympique, les Socios lancent une souscription populaire, une campagne de financement participatif, afin de lever des fonds pour la formation bayonnaise et acheter des parts supplémentaires.
Au cours de la saison 2017-2018, les diverses tractations en coulisses entre les actionnaires d'AB Lagunak afin de mettre en place un énième projet de fusion avec le Biarritz olympique poussent les quatre associations de supporteurs à s'unir. Leur importante pression conduira Francis Salagoïty et Christian Devèze à la démission. Ces derniers, après avoir maintes fois répété que leur présence à la tête du club était le symbole d'une grande stabilité et d'un abandon de toutes les discussions avec l'éternel rival, sont contraints de quitter leurs postes.

## Personnalités du club

### Effectif 2025-2026
| Nom                      | Naissance         | Nationalité sportive | Sélections (points) | Dernier club          | Arrivée au club |
| Talonneurs               | Talonneurs        | Talonneurs           | Talonneurs          | Talonneurs            | Talonneurs      |
| ------------------------ | ----------------- | -------------------- | ------------------- | --------------------- | --------------- |
| Facundo Bosch            | 8 août 1991       | Argentine            | 11 (5)              | Stade rochelais       | 2022            |
| Vincent Giudicelli       | 25 juin 1997      | France               | -                   | Montpellier HR        | 2023            |
| Lucas Martin             | 9 décembre 2002   | France               | -                   | Provence Rugby        | 2024            |
| Piliers                  |                   |                      |                     |                       |                 |
| Quentin Béthune          | 25 septembre 1995 | France               | -                   | Stade français Paris  | 2022            |
| Andy Bordelai            | 29 mars 2000      | France               | -                   | RC Vannes             | 2024            |
| Ignacio Calles           | 24 octobre 1995   | Argentine            | 8 (0)               | Section paloise       | 2025            |
| Pierre Castillon         | 19 septembre 2003 | France               | -                   | Formé au club         | 2024            |
| Swan Cormenier           | 18 janvier 1996   | France               | -                   | SC Albi               | 2019            |
| Pascal Cotet             | 12 octobre 1993   | France               | -                   | RC Narbonne           | 2022            |
| Emerick Setiano          | 19 juillet 1996   | France               | 6 (0)               | RC Toulon             | 2025            |
| Luke Tagi                | 23 juin 1997      | Fidji                | 15 (0)              | Provence Rugby        | 2023            |
| Tevita Tatafu            | 13 octobre 2002   | France               | 2 (0)               | Formé au club         | 2021            |
| Deuxièmes lignes         |                   |                      |                     |                       |                 |
| Ewan Johnson             | 27 juin 1999      | Écosse               | 4 (0)               | Oyonnax Rugby         | 2025            |
| Alexander Moon           | 6 septembre 1996  | Angleterre           | -                   | Northampton Saints    | 2024            |
| Lucas Paulos             | 9 janvier 1998    | Argentine            | 17 (0)              | CA Brive              | 2023            |
| Troisièmes lignes aile   |                   |                      |                     |                       |                 |
| Esteban Capilla          | 5 janvier 2003    | France               | -                   | Formé au club         | 2022            |
| Baptiste Chouzenoux      | 7 août 1993       | France               | -                   | Racing 92             | 2024            |
| Alexandre Fischer        | 19 janvier 1998   | France               | 2 (0)               | ASM Clermont          | 2025            |
| Baptiste Heguy           | 11 mai 1998       | France               | -                   | Formé au club         | 2018            |
| Rob Leota                | 3 mars 1997       | Australie            | 21 (10)             | Waratahs              | 2025            |
| Arthur Iturria           | 13 mai 1994       | France               | 15 (5)              | ASM Clermont          | 2023            |
| Troisièmes lignes centre |                   |                      |                     |                       |                 |
| Rodrigo Bruni            | 3 septembre 1993  | Argentine            | 26 (10)             | CA Brive              | 2023            |
| Giovanni Habel-Küffner   | 9 janvier 1994    | Allemagne            | -                   | Stade français Paris  | 2024            |
| Demis de mêlée           |                   |                      |                     |                       |                 |
| Baptiste Germain         | 21 novembre 2000  | France               | -                   | Stade toulousain      | 2024            |
| Herschel Jantjies        | 22 avril 1996     | Afrique du Sud       | 24 (25)             | Stormers              | 2025            |
| Maxime Machenaud         | 30 décembre 1988  | France               | 38 (149)            | Racing 92             | 2022            |
| Demis d'ouverture        |                   |                      |                     |                       |                 |
| Gareth Anscombe          | 10 mai 1991       | Pays de Galles       | 42 (166)            | Gloucester Rugby      | 2025            |
| Joris Segonds            | 6 avril 1997      | France               | 2 (3)               | Stade français Paris  | 2024            |
| Centres                  |                   |                      |                     |                       |                 |
| Sireli Maqala            | 20 mars 2000      | Fidji                | 13 (5)              | Fidji à sept          | 2021            |
| Guillaume Martocq        | 23 août 1999      | France               | -                   | US Carcassonne        | 2022            |
| Federico Mori            | 13 octobre 2000   | Italie               | 17 (0)              | Union Bordeaux Bègles | 2023            |
| Reece Hodge              | 26 août 1994      | Australie            | 63 (168)            | Melbourne Rebels      | 2023            |
| Manu Tuilagi             | 18 mai 1991       | Angleterre           | 60 (100)            | Sale Sharks           | 2024            |
| Ailiers                  |                   |                      |                     |                       |                 |
| Mateo Carreras           | 17 décembre 1999  | Argentine            | 27 (65)             | Newcastle Falcons     | 2024            |
| Arnaud Erbinartegaray    | 16 septembre 2000 | France               | -                   | SA Mauléon            | 2021            |
| Nadir Megdoud            | 26 mars 1997      | Algérie              | 11 (25)             | Stade français Paris  | 2023            |
| Arrières                 |                   |                      |                     |                       |                 |
| Tom Spring               | 26 septembre 2002 | France               | 1 (0)               | US Nafarroa           | 2021            |
| Cheikh Tiberghien        | 8 janvier 2000    | France               | -                   | ASM Clermont          | 2023            |
| Yohan Orabé              | 21 mai 2002       | France               | -                   | SA Mauléon            | 2022            |

### Joueurs emblématiques
- Édouard Ainciart
- André Alvarez
- René Arotça
- Rémy Baget
- Romain Barthélémy
- Robert Baulon
- André Béhotéguy
- Henri Béhotéguy
- Guillaume Bernad
- Christian Bélascain
- Félix Bergèze
- Eugène Billac
- Benjamin Boyet
- Maurice Celhay
- Jean Dauger
- Pierre Dospital
- Richard Dourthe
- Guillaume Ducat
- Bernard Duprat
- Pépito Elhorga
- Edmond Élissalde
- Jean-Pierre Élissalde
- Vincent Etcheto
- Anthony Étrillard
- Fernand Forgues
- Cédric Garcia
- Jean-Michel Gonzalez
- Aretz Iguiniz
- Jean Iraçabal
- Louis Junquas
- Paul Labadie
- Patrice Lagisquet
- Christophe Lamaison
- Daniel Larrechea
- Félix Lasserre
- Camille Lopez
- Aymeric Luc
- Rémy Martin
- Louis Massabeau
- Jean Monribot
- Charles Ollivon
- Laurent Pardo
- Patrick Perrier

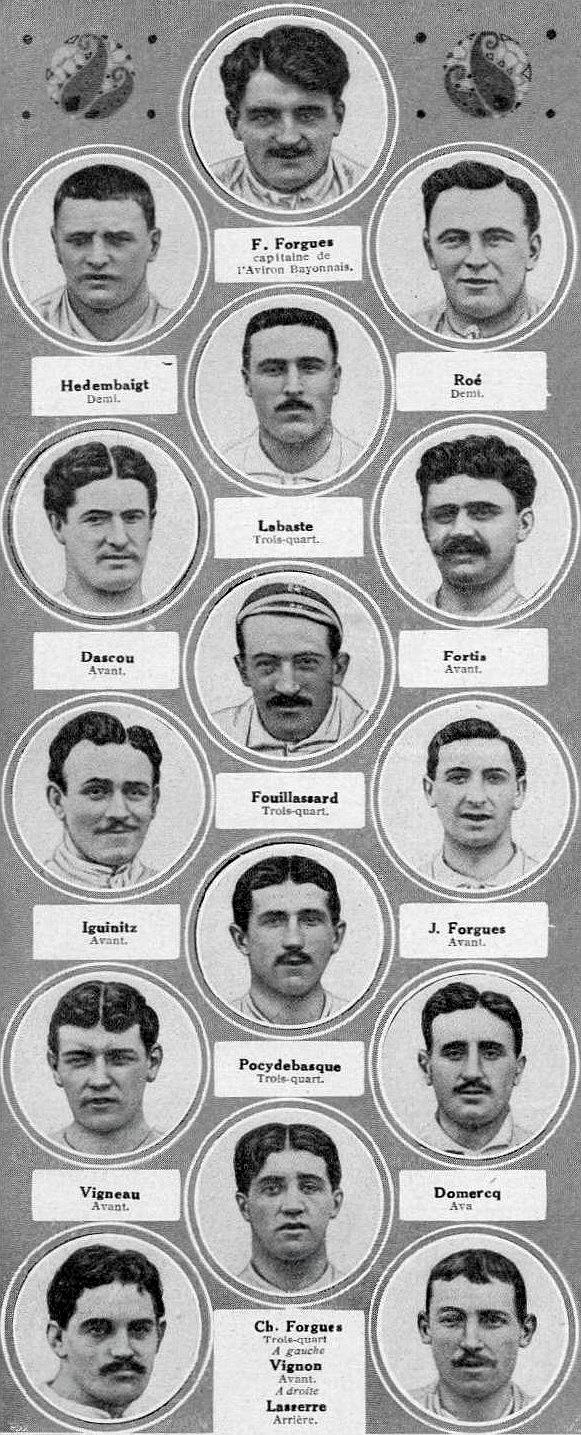
Équipe de l'Aviron bayonnais en avril 1913.

- Jean-Baptiste Peyras-Loustalet
- Jacques Rollet
- David Roumieu
- Scott Spedding
- Filimo Taofifénua
- Julien Tisseron
- Jean-Marie Usandisaga
- Armand Vigneau
- David Zabaleta
- Ricardo Perez
- Guillaume Rouet

- Abdelatif Boutaty

- Mike Phillips

- Martin Bustos Moyano
- Santiago Fernández

- Rob Linde
- Sam Gerber
- Uzair Cassiem

- Mark Chisholm

- Neemia Tialata
- Dwayne Haare
- Mikaera Tewhata
- Joe Rokocoko

### Entraîneurs
| Saisons           | Entraîneur(s)                           | Adjoint(s)                                                                                    |
| 1973 - 1975       | Robert Baulon                           |                                                                                               |
| 1975 - 1976       | André Blanc Raymond Ascarat             |                                                                                               |
| 1976 - 1980       | Roger Etcheto Jean Saussié              |                                                                                               |
| 1980 - 1981       | Francis Léta Roger Etcheto Jean Saussié |                                                                                               |
| 1981 - 1990       | Francis Léta                            |                                                                                               |
| 1990 - 1991       | René Viguera Louis Bordachar            |                                                                                               |
| 1991 - 1993       | Jean-Louis Luneau Christian Belascain   |                                                                                               |
| 1993 - 1994       | Jean-Louis Luneau Michel Bafcop         |                                                                                               |
| 1994 - 1995       | Jean-Louis Luneau Michel Paredon        |                                                                                               |
| 1995 - 1997       | Pierre Perez Patrick Perrier            |                                                                                               |
| 1997 - 1998       | Pierre Peytavin Robert Navarron         |                                                                                               |
| 1998 - 2000       | Jean Philippe Bidart René Viguera       |                                                                                               |
| 2000 - 2001       | Francis Léta Michel Montory             |                                                                                               |
| 2001 - 2004       | Pierre Bouisset                         | Thierry Mentières Pierre Peytavin                                                             |
| 2004 - 2005       | Gilbert Doucet                          | Thierry Mentières (avants) Peio Alvarez (arrières)                                            |
| 2005 - 2006       | Gilbert Doucet                          | Xavier Péméja (avants) Peio Alvarez (arrières)                                                |
| 2006 - 10/2006    | Jean-Pierre Elissalde                   | Xavier Péméja (avants) Frédéric Faragou (arrières)                                            |
| 10/2006 - 2008    | Jean-Pierre Elissalde                   | Xavier Péméja (avants) Jean-François Beltran (arrières)                                       |
| 2008 - 01/2010    | Richard Dourthe                         | Thierry Mentières (avants) Jean-Philippe Coyola (arrières)                                    |
| 01/2010 - 06/2010 | Christian Gajan                         |                                                                                               |
| 2010 - 12/2011    | Christian Gajan                         | Thomas Lièvremont (avants) Frédéric Tauzin (arrières)                                         |
| 12/2011 - 01/2012 | Jean-Pierre Elissalde                   | Didier Faugeron (arrières) Pierre-Henry Broncan (avants)                                      |
| 01/2012 - 06/2012 | Didier Faugeron                         | Denis Avril (avants)                                                                          |
| 2012-2013         | Christian Lanta                         | Christophe Deylaud (arrières) Denis Avril (avants)                                            |
| 2013-2014         | Christian Lanta                         | Christophe Deylaud (arrières)                                                                 |
| 2014-2015         | Patricio Noriega (avants)               | Nicolas Morlaes (arrières) Rob Linde (Touche) Daniel Larrechea (jeu au pied)                  |
| 2015-2017         | Vincent Etcheto                         | Dewald Senekal (avants) Simone Santa Maria (défense)                                          |
| 2017-2018         | Pierre Berbizier                        | Joël Rey (avants) Vincent Etcheto (arrières) Simone Santa Maria (défense)                     |
| 2018-2019         | Yannick Bru                             | Joël Rey (avants) Vincent Etcheto (arrières) Éric Artiguste (défense)                         |
| 2019-2021         | Yannick Bru                             | Joël Rey (avants) Rémy Ladauge (attaque) Éric Artiguste (défense)                             |
| 2021-2022         | Yannick Bru                             | Joël Rey (avants) Éric Artiguste (défense) Jean-Frédéric Dubois (consultant du jeu d'attaque) |
| Depuis 2022       | Grégory Patat                           | Joël Rey (avants) Gerard Fraser (arrières) Éric Artiguste (défense)                           |

### Présidents
| Période                                                             | Président                              |
| ------------------------------------------------------------------- | -------------------------------------- |
| mars 1905 - 6 janvier 1910[réf. nécessaire]                         | Joseph Larran[réf. nécessaire]         |
| 6 janvier 1910 - 22 décembre 1921[réf. nécessaire]                  | Joseph Choribit                        |
| 10 juin 1922 - 27 juin 1928[réf. nécessaire]                        | Fernand Forgues                        |
| 27 juin 1928 - 10 octobre 1940[réf. nécessaire]                     | André Frois[réf. nécessaire]           |
| 10 octobre 1940 - 31 juillet 1946[réf. nécessaire]                  | Alfred Dubos[réf. nécessaire]          |
| 31 juillet 1946 - 8 septembre 1954[réf. nécessaire]                 | Georges Darhan[réf. nécessaire]        |
| 8 septembre[réf. nécessaire] 1954 - 9 juillet[réf. nécessaire] 1959 | Henri Grenet                           |
| 9 juillet 1959 - 30 juin 1965[réf. nécessaire]                      | Robert Lahet[réf. nécessaire]          |
| 30 juin 1965 - 21 juin 1976[réf. nécessaire]                        | Maurice Celhay[réf. nécessaire]        |
| 22 juin[réf. nécessaire] 1976 - 31 décembre[réf. nécessaire] 1989   | Jean Grenet                            |
| 2 janvier 1990 - 14 septembre 1993[réf. nécessaire]                 | Jean-Louis Domergue[réf. nécessaire]   |
| 15 septembre 1993 - 8 décembre 1996[réf. nécessaire]                | Jean-Pierre Dussarrat[réf. nécessaire] |
| 9 décembre 1996 - 25 septembre 2000[réf. nécessaire]                | Jean-Michel Barnetche[réf. nécessaire] |
| 1999 - 13 avril 2011[réf. nécessaire]                               | Francis Salagoïty                      |
| 13 avril 2011 - décembre 2011[réf. nécessaire]                      | Michel Cacouault[réf. nécessaire]      |
| 10 décembre 2011 - 21 février 2014[réf. nécessaire]                 | Alain Afflelou                         |
| 5 mars 2014 - 27 juin 2015                                          | Emmanuel Mérin                         |
| 27 juin 2015 - 25 mars 2018                                         | Francis Salagoïty                      |
| depuis le 20 avril 2018                                             | Philippe Tayeb                         |